# Шомо (Нью-Йорк)
Шомо (англ. Chaumont) — селище (англ. village) в США, в окрузі Джефферсон штату Нью-Йорк. Населення — 615 осіб (2020).

## Географія
Шомо розташоване за координатами 44°4′6″ пн. ш. 76°7′58″ зх. д. / 44.06833° пн. ш. 76.13278° зх. д. (44.068353, -76.132749).  За даними Бюро перепису населення США в 2010 році селище мало площу 2,76 км², з яких 2,51 км² — суходіл та 0,24 км² — водойми.

## Демографія
Згідно з переписом 2010 року, у селищі мешкали 624 особи в 255 домогосподарствах у складі 158 родин. Густота населення становила 226 осіб/км².  Було 292 помешкання (106/км²).
Расовий склад населення:
| - 96,8 % — білих - 0,5 % — чорних або афроамериканців - 0,5 % — азіатів |

До двох чи більше рас належало 1,4 %. Частка іспаномовних становила 1,1 % від усіх жителів.
За віковим діапазоном населення розподілялося таким чином: 22,0 % — особи молодші 18 років, 62,8 % — особи у віці 18—64 років, 15,2 % — особи у віці 65 років та старші. Медіана віку мешканця становила 40,2 року. На 100 осіб жіночої статі у селищі припадало 90,8 чоловіків;  на 100 жінок у віці від 18 років та старших — 94,0 чоловіків також старших 18 років.
Середній дохід на одне домашнє господарство  становив 64 613 долари США (медіана — 49 688), а середній дохід на одну сім'ю — 79 396 доларів (медіана — 75 000). Медіана доходів становила 41 500 доларів для чоловіків та 38 512 долари для жінок. За межею бідності перебувало 6,8 % осіб, у тому числі 1,1 % дітей у віці до 18 років та 11,2 % осіб у віці 65 років та старших.
Цивільне працевлаштоване населення становило 334 особи. Основні галузі зайнятості: освіта, охорона здоров'я та соціальна допомога — 32,0 %, роздрібна торгівля — 15,3 %, виробництво — 11,7 %, публічна адміністрація — 10,5 %.